# Amerikai duglászfenyő
Az amerikai duglászfenyő (Pseudotsuga menziesii) a fenyőfélék (Pinaceae) családjában a duglászfenyő (Pseudotsuga) nemzetség három észak-amerikai fajának egyike, egyúttal a nemzetség legismertebb faja amit éppen ezért gyakorta egyszerűen duglászfenyőnek neveznek.

## Származása, elterjedése
A Csendes-óceán északi medencéjének amerikai partvidékén, tehát a pacifikus–észak-amerikai flóraterületen hatalmas erdőségeket alkot a Nagymedve esőerdőben és a Sziklás-hegység nyugati lejtőin. Kéktűjű alfaja (Pseudotsuga menziesii subsp. glauca) a kontinens belső területein és a Sziklás-hegység délibb, kontinentális éghajlatú magas hegyvidékein jelenik meg. Értékes faanyaga miatt Európa egyes vidékeire is sikerrel telepítették be. Magyarországon a P. m. glauca alfajnak nőnek természetközeli állományai a Sátor-hegyen (Józsa).
Törzsváltozata (Pseudotsuga menziesii menziesii) a bőven csapadékos partvidékeket és a Sziklás-hegység nyugati lejtőit népesíti be, a Pseudotsuga menziesii glauca alfaj a kontinens belső területein, a Sziklás-hegység délibb, kontinentális klímájú magas hegyvidékein él.

## Megjelenése, felépítése
A világ legmagasabb fái közé tartozik. Eredeti termőhelyén száz méternél is magasabbra nőhet; Magyarországon legnagyobb példánya 32 m magas. Rendkívül karcsú törzsének átmérője ritkán éri el a 2,5 m-t. Az eddig ismert legnagyobb példány Mineral Tree (Washington állam Lewis megyéjében, Mineral kisváros határában). Ez a fa 1930-ban, amikor kidőlt, 1030 éves és 120 m magas volt; térfogata elérte az 515 m³-t. A jelenlegi legnagyobb példány az Oregon állam Coos megyéjében álló, 100,3 m magas Brummitt Fir.
Megjelenése és lombozata a lucfenyőéhez hasonlít. Törzse szálegyenes, kérge szürkészöld, majd szürkésbarna. Ágai a csúcshoz közel felállók, lejjebb vízszintesből felhajlók. Az idősebb ágakról oldalágak csüngenek le. Vörösbarna hajtásain sűrű pöttyök sorjáznak.
Lágy, hajlékony, 2–3 cm hosszú, 2–3 mm széles, lapos, egyenes tűlevelei világoszöldek vagy szürkészöldek; megdörzsölve narancsillatúak. A lágy, lapos tűlevél fonákán két sor vékony, fehér légzőnyílás fut végig. A lehulló levél helyén a hajtásokon kerek heg marad.
Az alapváltozat 5–8 cm hosszú, lecsüngő tobozán a fedőpikkelyek nem hajlanak vissza, hanem jellegzetesen kilógnak a tobozból. A megnyúlt tojás alakú toboz éretten egészben hullik le. A tobozból kilógó fedőpikkelyek előreállók vagy visszahajlanak; az egyes alfajok, változatok elkülönítésének fontos ismérve ezek alakja (Józsa).

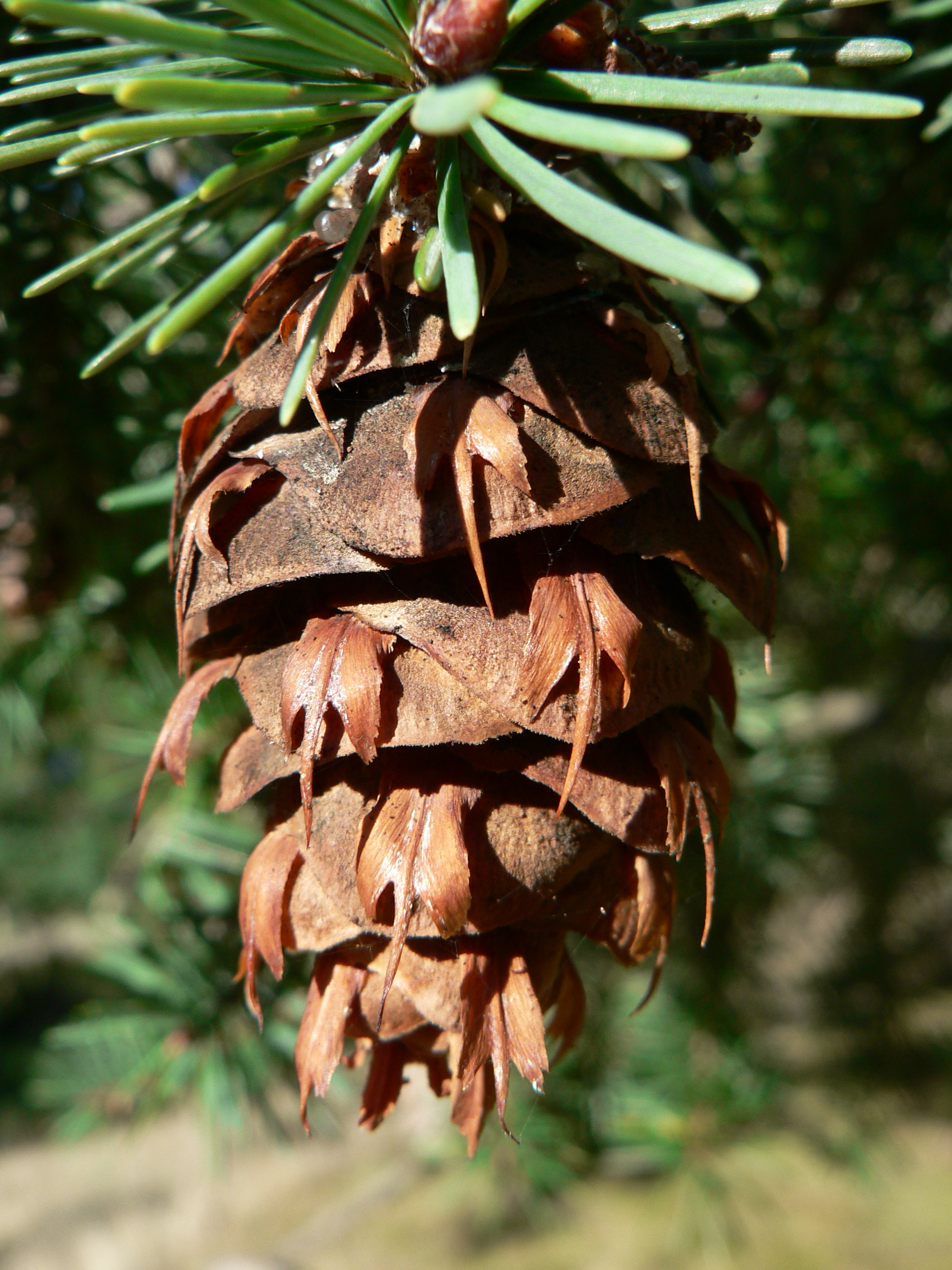
Amerikai duglászfenyő toboza
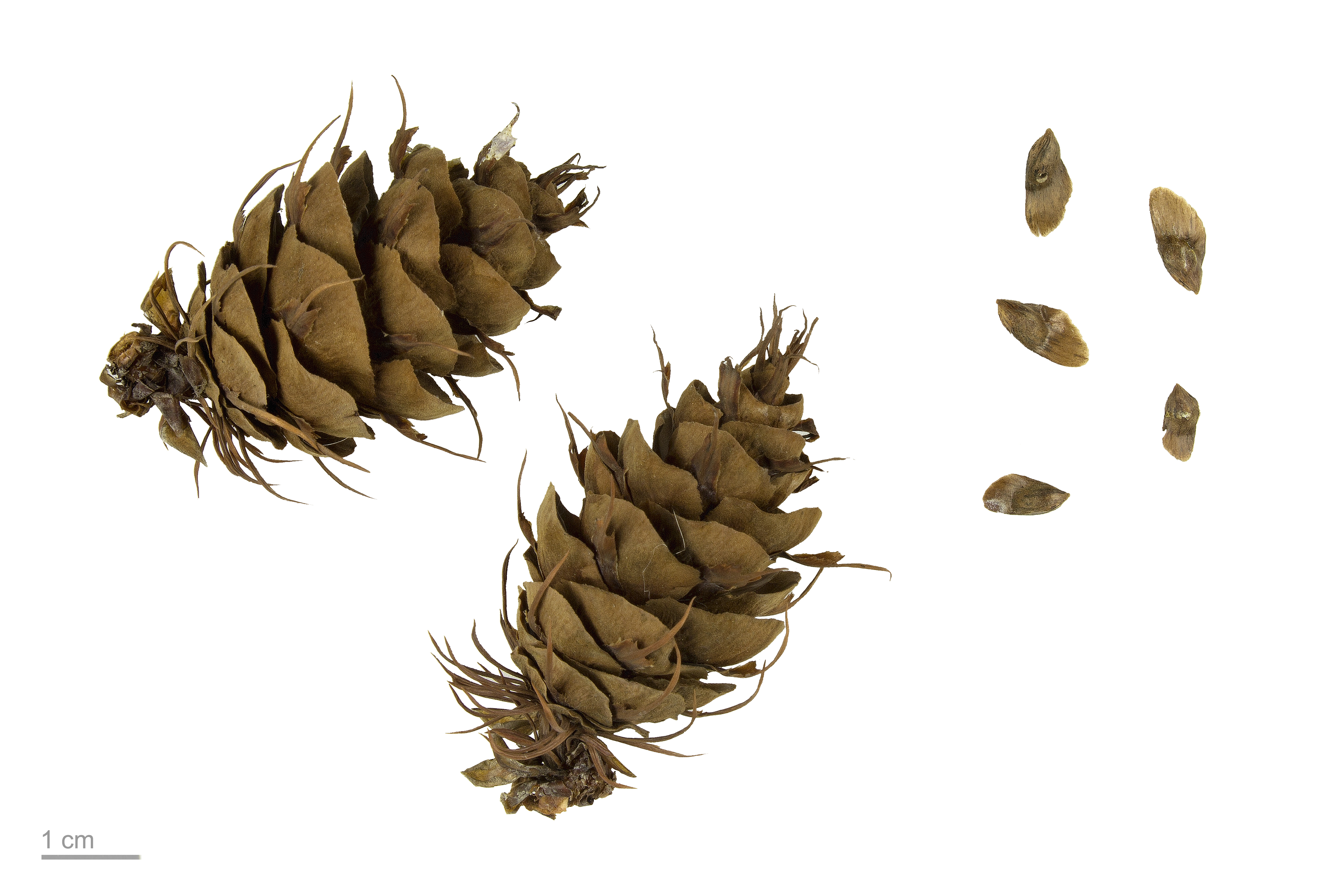
Pseudotsuga menziesii - Museum specimen
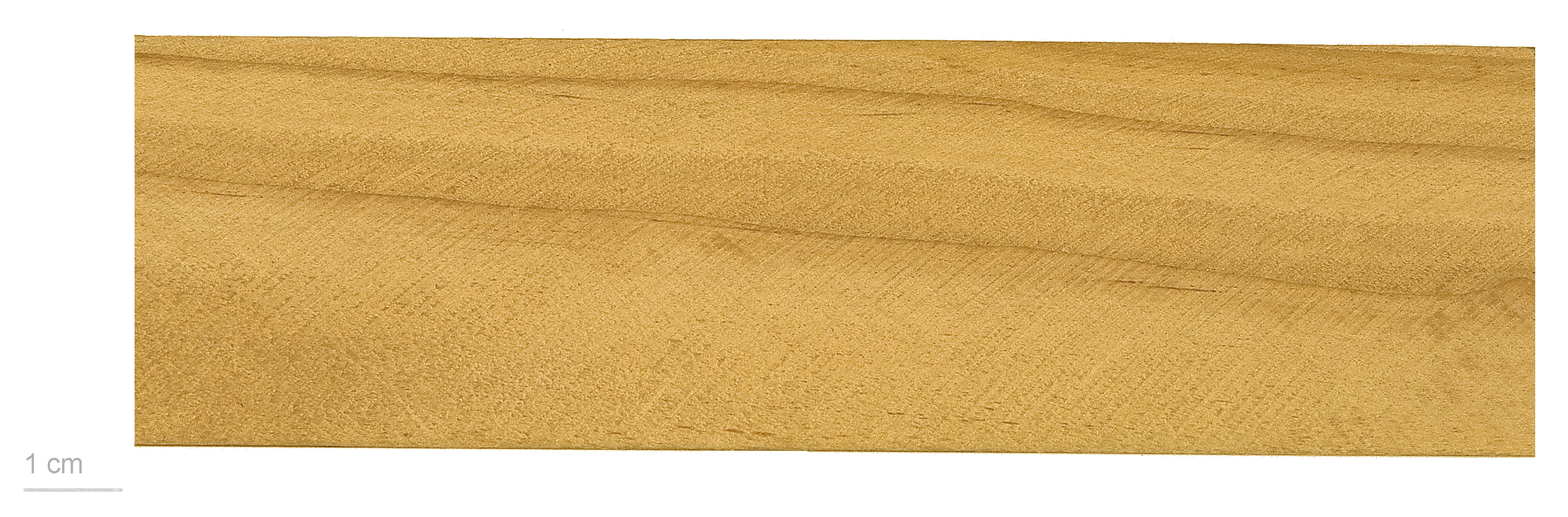
Pseudotsuga menziesii - Museum specimen

## Életmódja, termőhelye
Közepesen párás klímába, üde, mészmentes talajba való (de a hosszabb száraz periódusok sem károsítják). Gyorsan növő, erdészetileg fontos faj. Fiatalon árnyékos helyre van szüksége — a korábban árnyékoló fákat idővel túlnövi. Megbízhatóan télálló.
Az egyes levelek élettartama akár 8 év is lehet. Toboza egy év alatt érik be.

## Felhasználása
Gyantás, erős, rugalmas fája értékes, sokoldalúan használható. Nemcsak kitűnő hajóárbóc és villanypózna, de bútorfának is kiváló.

## Alfajok, változatok
Hatalmas elterjedési területének köszönhetően többféle alakköre különböztethető meg. Ezeket az egyes leírók roppant különféleképpen helyezik el a rendszertani hierarchiában: vannak, akik (pl. Józsa) egyszerű változatoknak, mások egyenesen külön fajoknak minősítik őket. Jelen ismertetőnkben ezeket alfajoknak nevezzük.
- Pseudotsuga menziesii menziesii — zöld duglászfenyő; a törzsváltozat a Csendes-óceán partvidékén honos. A csapadékos éghajlatnak köszönhetően különösen nagy termetű. levele zöld, toboza nagy, fedőpikkelyei a tobozra rásimulnak. Csapadék-és páraigényes; Európában csak védett helyen érzi jól magát-
- Pseudotsuga menziesii glauca — kék duglászfenyő. A törzsváltozatnál lassabban növő, hegyvidéki alfaj. Rövid levelei kékeszöld–kékesszürkék, a kis tobozok fedőpikkelyei visszahajlanak. Közepesen szárazságtűrő, ezért ez a duglászfenyőknek a Kárpát-medence éghajlatát legjobban viselő típusa: ott is kiválóan fejlődik, ahol a közönséges lucfenyő (Picea abies) már nem érzi jól magát. Az átültetést jól tűri; a kórokozók alig károsítják.
- Pseudotsuga menziesii caesia — az előző két alfaj közötti, átmeneti változatnak tekinthető. Fésűásen álló levelei szürkészöldek. Tobozai kicsik.

Számos kertészeti változatát szelektálták:
- Pseudotsuga menziesii ‘Viridis’: Hosszú, lágy tűi világos- vagy sárgászöldek. A toboz fedőpikkelyei nem hajlanak vissza. Kissé mészérzékeny, igényes.